# Dayton Demonz
Dayton Demonz byl profesionální americký klub ledního hokeje, který sídlil v Daytonu ve státě Ohio. V letech 2012–2015 působil v profesionální soutěži Federal Hockey League. Demonz ve své poslední sezóně v FHL skončily v semifinále play-off. Své domácí zápasy odehrával v hale Hara Arena s kapacitou 5 500 diváků. Klubové barvy byly černá, červená a bílá.
Jednalo se o vítěze FHL ze sezóny 2013/14.

## Historické názvy
Zdroj: 
- 2012 – Dayton Devils
- 2012 – Dayton Demonz

## Úspěchy
- Vítěz FHL ( 1× )
  - 2013/14

## Přehled ligové účasti
Zdroj: 
- 2012–2015: Federal Hockey League